# Gideon Buthelezi
Gideon Buthelezi (ur. 16 lipca 1986 w Południowej Afryce) – południowoafrykański bokser, aktualny mistrz świata IBO w wadze super muszej.

## Kariera zawodowa
Jako zawodowiec zadebiutował 21 lipca 2006 roku. W debiucie przegrał jednogłośnie na punkty z Nigeryjczykiem Nestorem Bolumem. Do końca 2009 roku stoczył kolejne 9 walk, z których wygrał 8, zdobywając mistrzostwo kraju, które utracił w pierwszej obronie.
19 czerwca 2010 roku zmierzył się z Filpińczykiem Ronellen Ferrerasem o zwakowany pas IBO w wadze słomkowej. Buthelezi zwyciężył jednogłośnie na punkty (3x 117-111) i zdobył mistrzostwo.
27 stycznia 2011 zmierzył się z rodakiem Hekkiem Budlerem, a stawką walki był zwakowany pas IBO w wadze junior muszej. Buthelezi zwyciężył niejednogłośnie na punkty (113-117, 115-113, 118-114) i zdobył pas. 24 września zmierzył się w pojedynku unifikacyjnym z mistrzem WBC, Meksykaninem Adriánem Hernándezem. Buthelezi przegrał przez nokaut w 2 rundzie, trzykrotnie będąc liczonym.
10 listopada 2012 roku zmierzył się z Filpińczykiem Edrinem Dapudongiem o zwakowany pas IBO w wadze super muszej. Buthelezi zwyciężył niejednogłośnie na punkty i zdobył pas w trzeciej kategorii wagowej.